# Szefajim
Szefajim (hebr. שפיים; pol. Miejsce Wysokie) – kibuc położony w Samorządzie Regionu Chof ha-Szaron, w Dystrykcie Centralnym, w Izraelu.

## Położenie
Leży na równinie Szaron nad Morzem Śródziemnym, w otoczeniu wioski Arsuf, moszawu Riszpon i kibucu Ga’asz.

## Historia
Początki powstania współczesnej osady sięgają 1927 roku, kiedy to młodzi żydowscy osadnicy z Herclijji zakładali w tej okolicy pierwsze uprawy rolnicze i pracowali w okolicznych sadach. W 1935 roku nastąpiło oficjalne założenie współczesnego kibucu, w którym osiedlili się imigranci z Polski i Rosji. Nazwa pochodzi z wersetu Księgi Izajasza 41:18

Otworzę rzeki na miejscach wysokich, a źródła w pośród równin; obrócę pustynie w jeziora wód, a ziemię suchą w strumienie wód

Podczas wojny o niepodległość w 1948 roku znaleźli tu schronienie uciekinierzy ze zniszczonego przez wojska jordańskie kibucu Bet ha-Arawa.

## Gospodarka
Gospodarka kibucu opiera się na rolnictwie. W 2003 roku kibuce Szefajim, Ga’asz i Jakum utworzyły wspólne gospodarstwo mleczne The Hof Hasharon Dairy Farm, które posiada pastwiska o powierzchni 35 akrów i jest uznawane za najbardziej zaawansowane technologicznie gospodarstwo mleczne w Izraelu. W jego utworzenie zainwestowano duże środki finansowe, budując nowoczesne obory, skomputeryzowane centrum dojenia i nowoczesne systemy obróbki mleka. Obecnie gospodarstwo posiada 820 krów mlecznych i 600 cielaków. Średnia produkcja roczna mleka od jednej krowy wynosi 12 tys. litrów. Gospodarstwo produkuje rocznie 9,5 mln litrów mleka.
Cooperative Agricultural Association Ltd. zaangażował się głównie w uprawę różnych pasz, wliczając w to owies, wykę i groch. Produkowane kiszonki są sprzedawane między innymi do tutejszego gospodarstwa mlecznego. Stowarzyszenie posiada około 988 akrów kibuców Szefajim i Jakum. Na innych plantacjach uprawia się awokado, mango i cytrusy.
W kibucu działa firma biotechnologiczna Zirei Israel, która na powierzchni 420 akrów uprawia bawełnę. Przedsiębiorstwo dobrze rozwija się i uruchomiło hodowlę oraz produkcję bawełny w kibucu Newe Etan.
W 1972 kibuc otworzył fabrykę wyrobów plastikowych Polycad Industries Ltd. Przedsiębiorstwo produkuje opakowania dla przemysłu spożywczego oraz do przewozu materiałów niebezpiecznych.
Spółka Shafit Biological Laboratories Ltd. specjalizuje się w produkcji i sprzedaży szczepionek weterynaryjnych dla drobiu. Laboratorium prowadzi badania dodatków do żywności, środków dezynfekujących i środków ochrony roślin. W ostatnich latach przedsiębiorstwo weszło na międzynarodowe rynki, sprzedając swoje produkty do Azji, Afryki, Europy Wschodniej i Ameryki Południowej.

## Turystyka
Korzystne położenie kibucu na wybrzeżu Morza Śródziemnego i bliskie sąsiedztwo plaż, umożliwia wykorzystanie turystyki jako dodatkowego źródła dochodu mieszkańców osady. W tym celu wybudowano duży kompleks turystyczno-rekreacyjny, który umożliwia organizowanie konferencji oraz wypoczynek wakacyjny. Przy ośrodku znajduje się uroczy park Shakuf Garden. Jednak największą atrakcją jest aquapark Shefayim Water Park, który jest największym i najpopularniejszym parkiem wodnym w Izraelu.

## Komunikacja
Przy kibucu przebiega autostrada nr 2.